# 鹿子木孟郎
鹿子木 孟郎（かのこぎ たけしろう、1874年（明治7年）11月9日 - 1941年（昭和16年）4月3日）は、岡山県出身の洋画家。肖像画を得意とした。元関西美術院長、レジオン・ドヌール勲章受章。

## 略歴
岡山県岡山市東田町に、旧岡山藩（備前池田藩）藩士の宇治長守の三男として生まれる。号は不倒。
初め郷里で松原三五郎の天彩学舎で油絵を学ぶ。1890年（明治23年）、東京に遊学したが脚気に罹り帰郷する。岡山中学予備校図画教員となるが、1892年（明治25年）、再度上京し小山正太郎が主宰する画塾不同舎に入る。1895年（明治28年）、中等教員図画免許状を受け、滋賀県・三重県（三重県尋常中学校、現・三重県立津高等学校）・埼玉県で美術教師として勤務する。なお、三重県尋常中学校での鹿子木の前任は藤島武二、後任は赤松麟作だった。1897年（明治30年）、岡山出身の妹尾春子と結婚。　
1900年（明治33年）、渡欧。11月中ボストン着。同行した満谷国四郎、丸山晩霞、河合新蔵と、先発の吉田博、中川八郎で「日本人水彩画家6人展」をボストンアートクラブで開催し、成功を収める。1901年（明治34年）4月にアメリカ発、ロンドン経由で6月にパリに到着。パリのアカデミー・ジュリアンで、フランス最後の歴史画家と称された老巨匠ジャン＝ポール・ローランスの薫陶を受ける。1904年（明治37年）、帰国。同年、明治美術会の後進である太平洋美術会 第3回展に出品。京都で画塾を開くかたわら、パリで知遇を得た浅井忠らとともに関西美術院の創立に尽くす。1905年（明治38年）、美術雑誌『平旦』を石井柏亭、小杉放庵らと創刊する。1906年（明治39年）刊行の薄田泣菫の詩集『白羊宮』に、満谷国四郎とともに挿絵を入れる。1906年（明治39年） - 1908年（明治41年）、再び渡欧し、ローランスに師事する。滞仏中、サロン・ド・パリで『少女』が入選、アカデミー・ジユリアン一等賞を受ける。
帰国後、1908年（明治41年）6月に関西美術院長となる。文展、帝展審査員など官展を中心に活躍。関西洋画壇（京都画壇）に重きをなした。
1915年（大正4年）6月、関西美術院長を辞する。1916年（大正5年） - 1918年（大正7年）、3度目の渡仏。ローランスに師事するとともに、エミール＝ルネ・メナールにも師事する。
三度の渡仏では住友友純から滞在費の支援を受けた。住友が欧州絵画の名作の購入を求めた際、鹿子木は師のローランスの作品は別にして、日本の後進画家のためには鹿子木自身が行った模写で充分だと申し出たと伝えられている。三度目の渡仏は第一次世界大戦中だったが、周囲の緊迫した空気とは対照的に、鹿子木は日本大使館内に広々とした一室を与えられ制作に励むことができた。
津田青楓、吉田初三郎、斎藤与里、黒田重太郎、安井曾太郎、小林和作、前川千帆、中村研一、佐竹徳、北脇昇、藤本東一良、林重義、有道佐一ら多くの後進を指導した。ヨーロッパのアカデミック美術を紹介し続けた功績により、1932年（昭和7年）、フランスよりレジオン・ドヌール勲章を受けた。1935年（昭和10年）に鹿子木が還暦を迎えた際には、有道が門人らを代表して寿像（胸像）を建立・贈呈している。1941年（昭和16年）、陸軍美術協会設立に向け発起人として名を連ねるが、同年4月3日、脳溢血のため京都左京区の自宅で静養中、尿毒症を併発し永眠。
第二次世界大戦後、『南京入城』は連合国軍最高司令官総司令部に軍国主義的なものであるとして没収され、他の戦争画とともにアメリカ合衆国に持ち出された。1970年になり、無期限貸与という形で日本に返還され東京国立近代美術館に収蔵されている。

## 代表作
| タイトル                   | 制作年       | 技法・素材       | サイズ（cm） | 所蔵先                                             | 備考                                                                                           |
| -------------------------- | ------------ | ---------------- | ------------ | -------------------------------------------------- | ---------------------------------------------------------------------------------------------- |
| 自画像                     | 1891年       | 油彩・キャンバス | 40.9x30.6    | 大阪中之島美術館                                   |                                                                                                |
| 自画像                     | 1894年       | 油彩・紙         | 32.0x24.0    | 目黒区美術館                                       |                                                                                                |
| 津の停車場（春子）         | 1898年       | 油彩・キャンバス | 57.1x39.0    | 三重県立美術館                                     |                                                                                                |
| 日本髪の裸婦               | 1899年頃     | 油彩・キャンバス | 93.5x63.8    | 府中市美術館                                       |                                                                                                |
| 白衣の婦人                 | 1901-03年頃  | 油彩・キャンバス | 70.3x54.2    | 京都工芸繊維大学                                   |                                                                                                |
| 白衣の少女                 | 1901-03年    | 油彩・キャンバス | 56.1x73.6    | 京都工芸繊維大学                                   |                                                                                                |
| 狐のショールをまとえる婦人 | 1902年       | 油彩・キャンバス | 72.2x53.0    | 三重県立美術館                                     |                                                                                                |
| 裸婦                       | 1902年頃     | 油彩・キャンバス | 80.4x44.2    | 北海道立近代美術館                                 |                                                                                                |
| 京洛落葉                   | 1904年       | 油彩・キャンバス | 60.4x75.5    | 三重県立美術館                                     |                                                                                                |
| 西洋婦人                   | 1904年       |                  |              | 京都工芸繊維大学美術工芸資料館                     |                                                                                                |
| 琵琶法師                   | 1905年       | 油彩・キャンバス | 144.5x105.5  | 個人                                               | 第4回太平洋画会展                                                                              |
| パイプを持つ男             | 1906年       | 油彩・キャンバス | 79.5x64.0    | 和歌山県立近代美術館                               |                                                                                                |
| 裸体の写生                 | 1906年       | 油彩・キャンバス | 81.2x54.5    | 豊橋市美術博物館                                   |                                                                                                |
| ショールをまとう女         | 1906-07年頃  | 油彩・キャンバス | 91x65        | 府中市美術館                                       |                                                                                                |
| ノルマンディー浜           | 1907年       | 油彩・キャンバス | 164x219      | 法人                                               | 翌年のサロン入選、第2回文展                                                                    |
| ローランス画伯の肖像       | 1908年       |                  |              |                                                    |                                                                                                |
| 新夫人                     | 1909年       | 油彩・キャンバス | 94.0x90.0    | 京都市美術館                                       |                                                                                                |
| 林泉（天龍寺の庭）         | 1910年       | 油彩・キャンバス | 88.0x120.0   | 個人                                               | 第4回文展                                                                                      |
| 紀州勝浦                   | 1910年       | 油彩・キャンバス | 59.0x74.8    | 静岡県立美術館                                     | 第4回文展・第9回関西美術会展                                                                   |
| 舞子の浜                   | 1911年       | 油彩・キャンバス | 72.7x91.0    | 個人                                               | 第5回文展                                                                                      |
| 某未亡人の肖像             | 1912年       | 油彩・キャンバス | 93.0x62.0    | 京都市美術館                                       | 第6回文展                                                                                      |
| 加茂の競馬                 | 1913年       | 油彩・キャンバス | 150x210      | 個人                                               | 第7回文展                                                                                      |
| 山村風景                   | 1914年       | 油彩・キャンバス | 137.0x211.0  | 岡山県立美術館                                     |                                                                                                |
| 秋の景                     | 1915年       | 紙本彩色六曲一双 | 170.5x378.0  | 北海道立近代美術館                                 |                                                                                                |
| 書斎における平瀬介翁       | 1915年       | 油彩・キャンバス | 80.3x60.7    | 京都国立近代美術館                                 | 第9回文展                                                                                      |
| アブニューオッシュ         | 1916年       | 油彩・キャンバス | 50.1x61.0    | 目黒区美術館                                       |                                                                                                |
| 海辺の牛                   | 1916-17年    | 油彩・キャンバス | 60.2x71.4    | 目黒区美術館                                       |                                                                                                |
| 教会                       | 1917年       | 油彩・キャンバス | 63.5x48.5    | 三重県立美術館                                     |                                                                                                |
| 奈良の秋                   | 1919年       | 油彩・キャンバス | 58.2x79.8    | 岡山県立美術館                                     |                                                                                                |
| 牛                         | 1922年       | 油彩・キャンバス | 64.6x91.1    | 神奈川県立近代美術館                               | 第4回帝展                                                                                      |
| 大正十二年九月一日         | 1924年       | 油彩・キャンバス | 156x204      | 東京都現代美術館                                   |                                                                                                |
| 勝本勘三郎像               | 1925年       | 油彩・キャンバス | 51.5x44.0    | 京都国立近代美術館                                 |                                                                                                |
| 海辺                       | 1930年       | 油彩・キャンバス | 58.0（径）   | 京都市美術館                                       |                                                                                                |
| 裸婦                       | 1930年       | 油彩・キャンバス | 70.5x70.5    | 岡山県立美術館                                     |                                                                                                |
| 大台ヶ原山中               | 1932年       | 油彩・キャンバス | 113.5x163.0  | 三の丸尚蔵館                                       | 第13回帝展                                                                                     |
| 大和吉野川の渓流           | 1933年       | 油彩・キャンバス | 89.4x130     | 三重県立美術館                                     |                                                                                                |
| 浴女                       | 1934年       | 油彩・キャンバス | 134.9x81.8   | 岡山県立美術館                                     |                                                                                                |
| 吉野連山                   | 1935年       | 油彩・キャンバス | 60.6x80.4    | 小杉放菴記念日光美術館                             |                                                                                                |
| 白薔薇                     | 1937年       | 油彩・キャンバス | 91.0x72.5    | 神戸市立博物館                                     |                                                                                                |
| 婦人像                     | 1938年       | 油彩・キャンバス | 40.5x32.0    | 岡山県立美術館                                     |                                                                                                |
| 南京入城                   | 1940年       | 油彩・キャンバス | 205.0x495.0  | 東京国立近代美術館保管（アメリカ合衆国無期限貸与） | 戦争記録画。旧友の故松風嘉定の息子（同名の松風嘉定）からの依頼により制作。完成後、陸軍に献納。 |
| 日本海（竹野ノ海岸         | 昭和期       | 油彩・キャンバス | 53.2x65.3    | 京都市美術館                                       |                                                                                                |
| 田中源太郎像               | 制作時期不明 | 油彩・キャンバス | 106.0x76..0  | 京都市美術館                                       |                                                                                                |
| 月                         | 制作時期不明 | 油彩・キャンバス | 72.5x99.7    | ひろしま美術館                                     |                                                                                                |
| 東海の浜                   | 制作時期不明 | 油彩・キャンバス | 60.6x90.5    | 姫路市立美術館                                     |                                                                                                |